# Шоко Миками
Шоко Миками (јап. 三上 尚子; 8. јануар 1981) бивша је јапанска фудбалерка.

## Репрезентација
За репрезентацију Јапана дебитовала је 1999. године. За тај тим одиграла је 3 утакмице и постигла је 2 гола.

## Статистика
| Јапан  | Јапан | Јапан |
| Год.   | Ута.  | Гол.  |
| ------ | ----- | ----- |
| 1999   | 3     | 2     |
| Укупно | 3     | 2     |